# Динофитовые
Динофитовые (лат. Dinophyceae) — класс Динофлагеллят.

## Описание
Преимущественно подвижные одноклеточные организмы, реже колониальные или нитчатые. Имеются два жгутика, часто они расположены в углублениях, которые делят клетку пополам. Оболочка клетки (амфиесма или тека) может быть покрыта панцирем. Хлоропласты, если имеются, имеют золотистую или красную окраску. По характеру питания могут быть как автотрофами, так и гетеротрофами. Встречаются в планктоне морей и континентальных водоёмов.

## Классификация
- Класс Динофитовые
  - Отряд Гаплозоональные
    - Семейство Haplozoonaceae

  - Отряд Акашивальные
    - Family Akashiwaceae

  - Отряд Бластодиниальные
    - Семейство Blastodiniaceae

  - Отряд Аподиниальные
    - Семейство Apodiniaceae

  - Отряд Динотрихальные
    - Семейство Crypthecodiniaceae
    - Семейство Dinotrichaceae

  - Отряд Фитодиниальные
    - Семейство †Suessiaceae
    - Семейство Phytodiniaceae
    - Семейство Symbiodiniaceae

  - Отряд Брахидиниальные
    - Семейство Brachidiniaceae

  - Отряд Птиходискальные
    - Семейство Ptychodiscaceae

  - Отряд Амфилотальные
    - Семейство Amphitholaceae

  - Отряд Актинискальные
    - Семейство Actiniscaceae